# Тейсін
Тейсі́н (рос. Тейсин) — селище у складі Амурського району Хабаровського краю, Росія. Входить до складу Ельбанського міського поселення.

## Населення
Населення — 42 особи (2010; 854 у 2002).
Національний склад (станом на 2002 рік):
- росіяни — 92 %